# Сплав Розе
Сплав Розе — легкоплавкий сплав (евтектика) з температурою плавлення близько 94 °C з таким складом за масою:
- бісмут — 50%;
- свинець — 25…28%;
- олово — 22…25%.

Головним складником, що забезпечує зниження температури плавлення тут є бісмут.
Творцем цього сплаву є Валентин Розе (Старший) (нім. Valentin Rose der Ältere, 1736–1771).
З цього сплаву виготовляють деталі, що не допускають нагрівання вище за 150°C; елементи автоматики з фіксованою температурою спрацювання (роз'єднувачі, запобіжники). Використовується для напівпровідникових приладів, паяння деталей чутливих до перегріву, алюмінію, алюмінію з міддю та її сплавами в монтажних з'єднаннях, сплавів алюмінію між собою, для паяння та лудіння міді, нікелю, латуні, бронз, мідних та мідно-нікелевих сплавів зі срібною керамікою, срібних деталей, ювелірних виробів.
Сплав Розе схожий на сплав Вуда, але відрізняється від нього меншою токсичністю, оскільки не містить кадмію.